# Валериан Куйбышев (тип речных судов)
«Валериан Куйбышев» — тип четырёхпалубных речных теплоходов-дизель-электроходов, строившихся на верфи Комарно (Чехословакия), словацкое обозначение — OL400, osobna lod 400, «пассажирское судно на 400 человек», в 1976—1983 годах, известный также как проект 92-016, и имя головного судна этой серии. Речные теплоходы данного проекта были самыми большими в СССР, водоизмещением 3935 т, длина составляла 135,80 м.

## Условия размещения пассажиров
Все каюты на судне были выполнены в классе полулюкс, что означало наличие санузла в каждой каюте, однако по комфортабельности они несколько уступали изготавливаемым в ГДР на верфи VEB Elbewerften Boizenburg/Roßlau, (Бойценбург, ГДР) судам проектов 301 и «Дмитрий Фурманов», проект 302 и не шли ни в какое сравнение с изготовленными в городе Корнойбурге (Австрия) на судостроительном предприятии Österreichische Schiffswerften AG Linz Korneuburg (ÖSWAG) четырёхпалубными речными пассажирскими теплоходами проекта Q-056: «Антон Чехов» (1978) и «Лев Толстой» (1979), которые были, например, единственными, имевшими бассейн для купания на верхней палубе.

## Распространение
В 1976—1983 годах восемь судов проекта поступили в Волжское пароходство. Девятый теплоход «Александр Суворов» был получен Волго-Донским пароходством, но после аварии, произошедшей в 1983 году близ Ульяновска, и последующего восстановления был передан в Волжское пароходство. Один из переименованных теплоходов серии носит имя Сергея Кучкина, работавшего в 1958—1960 годах начальником Волжского объединённого речного пароходства.
Теплоходы типа «Валериан Куйбышев» использовались и до сих пор используются на Волге, Оке, Москве-реке, Неве, реках и озёрах Волго-Балтийского водного пути. Они работают на туристическом маршруте «Москва — Санкт-Петербург» и маршрутах по Волге. В межрейсовый и межнавигационный период теплоходы могут использоваться в качестве плавучих гостиниц.

## Технические характеристики
- Класс речного регистра: «О» (внутренние водные пути, реки и водохранилища)
- Длина: 135,80 м
- Ширина: 16,8 м
- Осадка: 2,9 м
- Водоизмещение (Displacement): 3935 тонн
- Пассажировместимость общая (исходно) 400 человек, из них
  - в каютах первой и второй категорий
  - в каютах третьей категории
  - сидячих мест четвёртой категории
- В ресторане могло разместиться человека
- Мест для членов экипажа:
- Грузоподъёмность:
- Двигатели дизельные четырёхтактные реверсивные с турбонаддувом по 736 кВт суммарной мощностью мощностью 3000 л.с.[2]
- Скорость на глубокой воде: 26 км/ч

Всего по заказам СССР было построено 9 теплоходов проекта 92-016:

## Суда проекта 92-016
Список судов проекта содержит все суда с указанием в примечании первоначального имени:
| Суда типа Валериан Куйбышев/проект 92-016/OL400 | Суда типа Валериан Куйбышев/проект 92-016/OL400 | Суда типа Валериан Куйбышев/проект 92-016/OL400 | Суда типа Валериан Куйбышев/проект 92-016/OL400 | Суда типа Валериан Куйбышев/проект 92-016/OL400 | Суда типа Валериан Куйбышев/проект 92-016/OL400 | Суда типа Валериан Куйбышев/проект 92-016/OL400                                             | Суда типа Валериан Куйбышев/проект 92-016/OL400 |
| Год постройки                                   | Заводской номер                                 | Фото                                            | Название                                        | Владелец                                        | Маршруты | Переименование и статус                                                                     |                                                 |
| ----------------------------------------------- | ----------------------------------------------- | ----------------------------------------------- | ----------------------------------------------- | ----------------------------------------------- | --- | ------------------------------------------------------------------------------------------- | ----------------------------------------------- |
| 1976                                            | 2001                                            |                                                 | Валериан Куйбышев                               | ВодоходЪ                                        | → СПб — Валаам — Пеллотсари- СПб, СПб-Лодейное Поле-Свирьстрой-Кижи-Петрозаводск-Мандроги-Валаам-СПб, СПб-Валаам-Коневец-СПб | Утилизирован в сентябре 2018 года                                                           |                                                 |
| 1977                                            | 2002                                            |                                                 | Фёдор Шаляпин                                   | ВодоходЪ                                        | → Казань — Волжский Утес — Самара — Хвалынск — Вольск — Саратов — Волгоград — Усовка — Самара — Казань, Самара — Казань — Елабуга — Нижнекамск — Ульяновск — Самара и т. п. | → ранее «Климент Ворошилов» Выведен из состава флота осенью 2022. Утилизирован в Чкаловске. |                                                 |
| 1978                                            | 2003                                            |                                                 | Феликс Дзержинский                              | ВодоходЪ                                        | → Москва — Плес — Москва, Москва — Казань — Москва, Москва — Углич — Москва, Москва — Нижний Новгород — Москва и т. п. | →                                                                                           |                                                 |
| 1979                                            | 2004                                            |                                                 | Сергей Кучкин                                   | ВодоходЪ                                        | → Москва — Тверь — Мышкин — Кострома — Плес — Ярославль — Углич — Москва, Москва — Углич — Горицы — Кижи — Свирьстрой — Валаам — Санкт-Петербург и т. п. | → ранее «Георгий Димитров»                                                                  |                                                 |
| 1980                                            | 2005                                            |                                                 | Михаил Фрунзе                                   | ВодоходЪ                                        | → Нижний Новгород — Санкт-Петербург — Казань, Нижний Новгород — Козьмодемьянск — Чебоксары — Макарьев — Нижний Новгород, Казань — Самара — Казань, Нижний Новгород — Ярославль — Горицы — Кижи — Мандроги — Валаам — Санкт-Петербург (2 дня) — Лодейное Поле — Петрозаводск — Кострома — Плес — Нижний Новгород и т.п      | →                                                                                           |                                                 |
| 1981                                            | 2006                                            |                                                 | Мстислав Ростропович                            | ВодоходЪ                                        | → Москва — Ярославль — Москва, Москва — Углич — Москва | → ранее «Михаил Калинин», сильный пожар 3-4 ноября 2007 г.                                  |                                                 |
| 1981                                            | 2007                                            |                                                 | Александр Суворов                               | ВодоходЪ                                        | → СПб-Валаам-СПб, СПб-Лодейное Поле-Кижи-Петрозаводск-Мандроги-Валаам-СПб | →                                                                                           |                                                 |
| 1981                                            | 2008                                            |                                                 | Семён Будённый                                  | ВодоходЪ                                        | → Самара — Саратов — Самара, Самара — Ульяновск — Самара, Самара — Ширяево — Казань — Чебоксары — Нижний Новгород — Макарьев — Казань — Самара, Казань — Чебоксары — Нижний Новгород — Макарьев — Казань и т. п. |                                                                                             |                                                 |
| 1983                                            | 2009                                            |                                                 | Георгий Жуков                                   | ВодоходЪ                                        | → Нижний Новгород — Казань — Нижний Новгород, Нижний Новгород — Нижнекамск — Нижний Новгород, Нижний Новгород — Ярославль — Нижний Новгород, Нижний Новгород — Мышкин — Нижний Новгород, Нижний Новгород — Елабуга — Нижний Новгород, Казань — Елабуга — Казань, Нижний Новгород — Санкт-Петербург — Нижний Новгород и т.п | →                                                                                           |                                                 |

Владельцем всех судов с февраля-марта 2012 года является ООО «ВодоходЪ». Суда эксплуатируются по Волге, Волго-Балту, Неве и озёрам Карелии.